# بروک (باواریای علیا)
بروک (باواریای علیا) (به آلمانی: Bruck, Upper Bavaria) یک شهر در آلمان است که در بایرن واقع شده‌است.

## خصوصیات
بروک ۲۱٫۶۰ کیلومترمربع مساحت دارد ۵۱۳ متر بالاتر از سطح دریا واقع شده‌است.